# Luke Ramsay
Luke Ramsay (31 de janeiro de 1988) é um velejador canadense que participou dos Jogos Olímpicos de Verão e que é multimedalhista dos Jogos Pan-Americanos.

## Jogos Olímpicos
Ele representou o Canadá, junto com seu colega e veterano olímpico Mike Leigh, nos Jogos Olímpicos de Verão de 2012, além de treinar em toda sua carreira esportiva pelo Royal Vancouver Yacht Club com o treinador Ian Andrews. Em junho 2015, Ramsay estava classificado entre os 100 melhores velejadores do mundo para a classe 470, além de 16º na classe Nacra 17.
Ramsay classificou-se como membro do barco na classe 470 masculino nos Jogos Olímpicos de Verão de 2012 em Londres ao terminar em 22º no Campeonato Mundial de Barcelona. Velejando com o capitão Leigh, os canadenses terminaram em 25º entre 27 barcos, com 179 pontos perdidos.
Desde sua estreia olímpica em 2012, Ramsay fez dupla com o velejador de três participações olímpicas Nikola Girke na classe Nacra 17. Eles competiram juntos nos Jogos Olímpicos de Verão de 2016 no Rio de Janeiro, ficando em 15º lugar de 20 competidores.

## Jogos Pan-Americanos
Sua primeira participação nos Jogos Pan-Americanos foi em sua nação, o Canadá, em Toronto 2015, conquistando a medalha de prata, sendo derrotado apenas pelo equatoriano Jonathan Martinetti.
Em Lima 2019, o atleta foi novamente vice-campeão pan-americano, ficando atrás do brasileiro Matheus Dellagnelo e à frente do peruano Renzo Sanguineti.